# Hjalmar Trafvenfelt
Hjalmar Ludvig Trafvenfelt, född 10 november 1851 på Fiholms gods i Jäders socken, död 9 februari 1937 i Askersund, var en svensk militär, lärare och konstnär.
Han var son till kaptenen Reinhold Ludvig Trafvenfelt och Hulda Carolina Ekelund, modern avled i hjärnfeber 1853 och han växte upp tillsammans med sin far. De flyttade till Strängnäs 1864.
Efter avslutad skolgång genomgick Trafvenfelt en utbildning till officer, han antogs till kadett vid Krigsskolan 1871 och fick sin första officersfullmakt som underlöjtnant utan lön vid Södermanlands regemente. 1877 genomgick han en utbildning vid GCI (Gymnastiska Centralinstitutet i Stockholm) för att bli gymnastiklärare. Efter utbildningen fortsatte han sin militära bana och avancerade till kapten av första klass 1895. Samma år blev han riddare av Svärdsorden första klass för lång och trogen tjänst. I samband med sin pensionering från armén 1902 flyttade han till Askersund där han fick en tjänst som  gymnastik- och teckningslärare vid Askersunds femklassiga läroverk. När Askersund invigde sin nya samrealskola 1905 flyttades han över dit som lärare där han kvarstannade till 1918 då han avslutade sin lärarbana. Vid sidan av sitt arbete som lärare i Askersund var han befälhavare för Rullföringsområde nr 39 i Askersund och tillsammans med en läkare mönstrade han in soldater till Indelningsverket fram till 1902 då den allmänna värnplikten infördes.
Som konstnär studerade han konst för bland annat Gustaf Wilhelm Palm och Victor Forssell i Stockholm 1879-1881. Han målade omkring 800 oljemålningar med mest naturmotiv från  Gotland och Norrland och bebyggelsen i Askersund. Han donerade 1921 ett tjugotal tavlor till Askersunds stad. Vid bouppteckningen värderades hans kvarvarande tavlor till 25-50 kronor.   
Han har fått gatan Trafvenfeltsvägen i Askersund uppkallad efter sig, i Askersunds rådhus finns en byst av Trafvenfelt skapad av bildhuggaren Erhard Johansson. I och med Trafvenfelts död utslocknade den adliga släkten Trafvenfelt.